# Илиадис, Дионисиос
Дионисиос Илиадис (греч. Διονύσιος Ηλιάδης ; родился 22 января 1983 г.) — греческий дзюдоист (борец по дзюдо). В 2001 году он получил 7-е место на чемпионате Европы. В 2004 получил 13-е место на олимпийских играх, а также в 2005 году он получил 13-е место на мировом чемпионате по дзюдо.